# Polemon van Ilium
Polemon van Ilium (± 220-160 v.Chr.), bijgenaamd de Periëgeet, was een Griekse geograaf en historicus met een bijzondere belangstelling voor kunstwerken, inscripties en anekdotische verhalen. Hij schreef o.m. verhandelingen over de Atheense acropolis, over Sicyon, Sparta, Boeotië, Delphi en Phocis, Epirus, Samothrace, Carië, Carthago en over de Griekse kolonies langs de Zwarte Zeekust, alsmede polemische traktaten tegen Timaeus en Eratosthenes. 

Van zijn œuvre zijn slechts fragmenten bewaard gebleven (uitgegeven door L. PRELLER, Polemonis Periegetae Fragmenta, Amsterdam 1964)
- Bibliothèque nationale de France: cb17872589d (data)
- Gemeinsame Normdatei: 100549837
- International Standard Name Identifier: 0000 0000 8903 3466
- Library of Congress Control Number: no2019104333
- Nederlandse Thesaurus van Auteursnamen: 069951357
- Réseau des bibliothèques de Suisse occidentale: 02-A023948098
- LIBRIS: 336938
- Virtual International Authority File: 129597831